# 満地トンネル
満地トンネル（まんじトンネル）は、東京都あきる野市菅生と青梅市友田町の間の満地峠にあるトンネルである。
国道411号のトンネルは新満地トンネル（しんまんじトンネル）、旧道のトンネルは通称、旧満地トンネル（きゅうまんじトンネル）と言われている。

## 概要
満地（まんじ）は卍が語源とも言われている。

## 新満地トンネル
新満地トンネルは国道411号の満地峠にあるトンネル。
自動車、二輪専用のため、歩行者と自転車は旧満地トンネルを通らなくてはならない。通勤ラッシュ時間帯や日中時間帯は青梅市・羽村市境を先頭にトンネル内まで渋滞することも多い。反対側の甲府方面からあきる野市方向への混雑は滅多にないが、首都圏中央連絡自動車道（圏央道）での渋滞の迂回ルートであったり、秩父地方や川越方面から東京サマーランドへのアクセスルートであるため、行楽シーズンは上下線ともに交通量が増加する傾向にある。
あきる野市側と青梅市側で、トンネルの抗門の形が違うことが特徴。
- 1991年10月竣工
- 全長396m

|  |

## 満地トンネル(旧満地トンネル)
満地トンネルは国道411号の旧道にある長さ150メートルの卵形の形状のトンネル。
1991年に新満地トンネルが開通したため、現在は歩行者と自転車用のトンネルとして整備されている。そのため自動車の通行はできない。
青梅市側のトンネル出口付近はカーブになっている。あきる野市側は現道の右側に位置する側道からアクセス可能。現道左側の側道は沿道の住宅や宗教施設を抜けると道路は八王子方面に向いてしまうので見落としやすい構造となっているのが特徴。また、青梅市側は現道とはトンネル手前で分岐する構造で作られている。トンネル上部の扁額は「満地トンネル」である。
- 1958年竣工
- 全長150.0m
- 幅5.5m
- 高4.5m

|  |

## 位置
- 北緯35度45分27秒 東経139度17分32秒 / 北緯35.75750度 東経139.29222度
- 満地峠 - 地理院地図
- 新満地トンネル - Google マップ

座標: 北緯35度45分27秒 東経139度17分32秒 / 北緯35.75750度 東経139.29222度